# District de Toyota
Le district de Toyota (豊田郡, Toyota-gun) est un district de la préfecture de Hiroshima au Japon.
Au 1er août 2014, sa population était de 7 912 habitants pour une superficie de 43,3 km2.

## Commune du district
- Ōsakikamijima